# Košarkaški klub Sloboda Tuzla
Il K.K. Sloboda è stata una società cestistica avente sede a Tuzla, in Bosnia ed Erzegovina. Fondata nel 1946, ha giocato nel campionato bosniaco fino al 2011, quando ha dichiarato bancarotta.
Disputava le partite interne nella Mejdan sports center, che ha una capacità di 5.000 spettatori.

## Palmarès
- Campionati della Bosnia ed Erzegovina: 5

1994, 1996, 1997, 2000, 2001
- Coppa di Bosnia ed Erzegovina: 6

1994, 1995, 1996, 1997, 1999, 2001